# Роберт Бенкс Ліверпул Дженкінсон
Роберт Бенкс Ліверпул Дженкінсон, 2-й граф Ліверпуль (англ. Robert Banks Jenkinson; 7 червня 1770 — 4 грудня 1828) — британський політичний діяч. У 1791 році був обраний до палати громад. В уряді Генрі Аддінгтона був міністром закордонних справ, у другому кабінеті Вільяма Пітта — внутрішніх справ. Займав різні міністерські пости у кабінетах Портленда та Персіваля, а по смерті останнього, у 1812 році, сам сформував уряд. 22-й прем'єр-міністр Великої Британії з 1812 до 1827 року.